# Gustave Saintenoy
Gustave Saintenoy (auch: Gustave Jean Jacques Saintenoy; * 6. Februar 1832 in Brüssel; † 17. Januar 1892 in Schaerbeek) war ein belgischer Architekt.

## Leben und Wirken
Gustav Saintenoy wurde als Schüler von Smachtens auf der Königlichen Kunstakademie in Brüssel ausgebildet. Im Jahr 1852 erhielt er den Preis in architektonischer Komposition. Nach der Akademie trat er in das Atelier von Felix Janlet, dem Vater des belgischen Architekten Charles Emile Janlet (1839–1919) ein und lernte Henry Beyaert kennen.
Gustave Saintenoy war seit 1861 verheiratet mit der Tochter Adele von Jean-Pierre Cluysenaar. Ihr Sohn Paul Saintenoy wurde ebenfalls ein bekannter Architekt.

## Stil
Sein Stil war der des Zweiten Kaiserreichs. In all seinen Werken brachte er die Einfachheit, die Regelmäßigkeit und die Symmetrie der Formen mit einer Vorliebe für die Ausschmückung in Einklang.

## Werke (Auswahl)

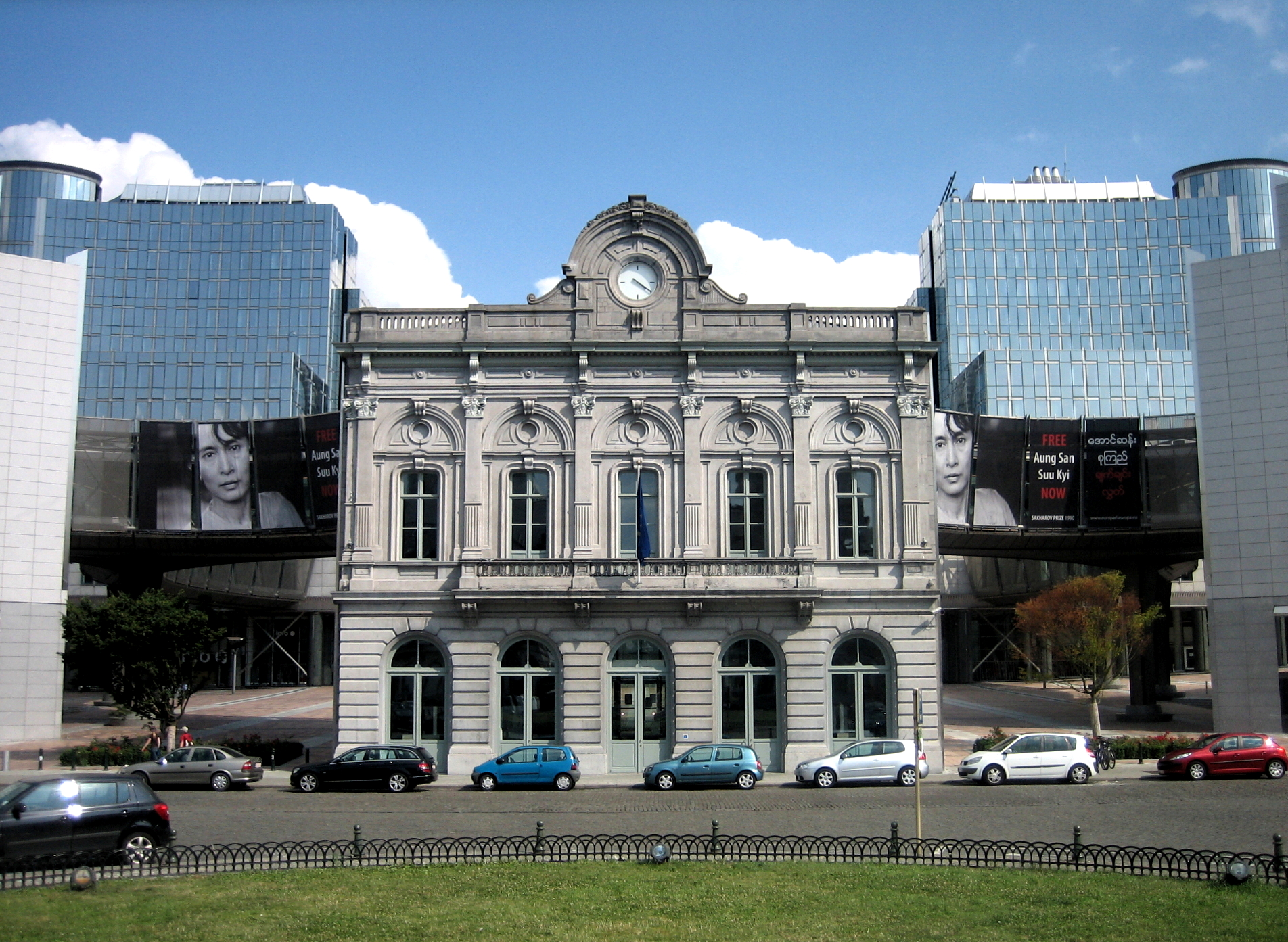
Gare du Luxembourg

- 1855 Gare du Luxembourg, Brüssel, place du Luxembourg (1855, teilweise rekonstruiert)
- 1861–1864 Église de fer in Argenteuil (in Zusammenarbeit mit J.P. Cluysenaar)
- Hôtel Antoine Dansaert, Brüssel, rue de la Loi, 24 (1861, abgerissen)
- Palais des Comtes de Flandre, Brüssel, rue de la Régence (1866–1890, in Zusammenarbeit mit Clément Parent)
- 1867–1869 Théâtre de l’État, Brügge[1]
- 1868–1870 Banque Cassel, Brüssel, rue du Marais (abgerissen)
- 1870 Cité du Travail, Brüssel, rue Notre-Dame du Sommeil
- 1872 Magasin du Dôme des Halles, Brüssel (abgerissen)
- 1873–1874 École d’institutrices, Brüssel, rue de la Paille
- 1873 Hôtel de maître aux cariatides, Brüssel, rue de la Régence
- 1874–1877 Château des Amérois, Bouillon (Belgien)[2]
- 1891 Palais provincial, Hasselt (Belgien) (ausgeführt von Paul Saintenoy)